# متبخرات

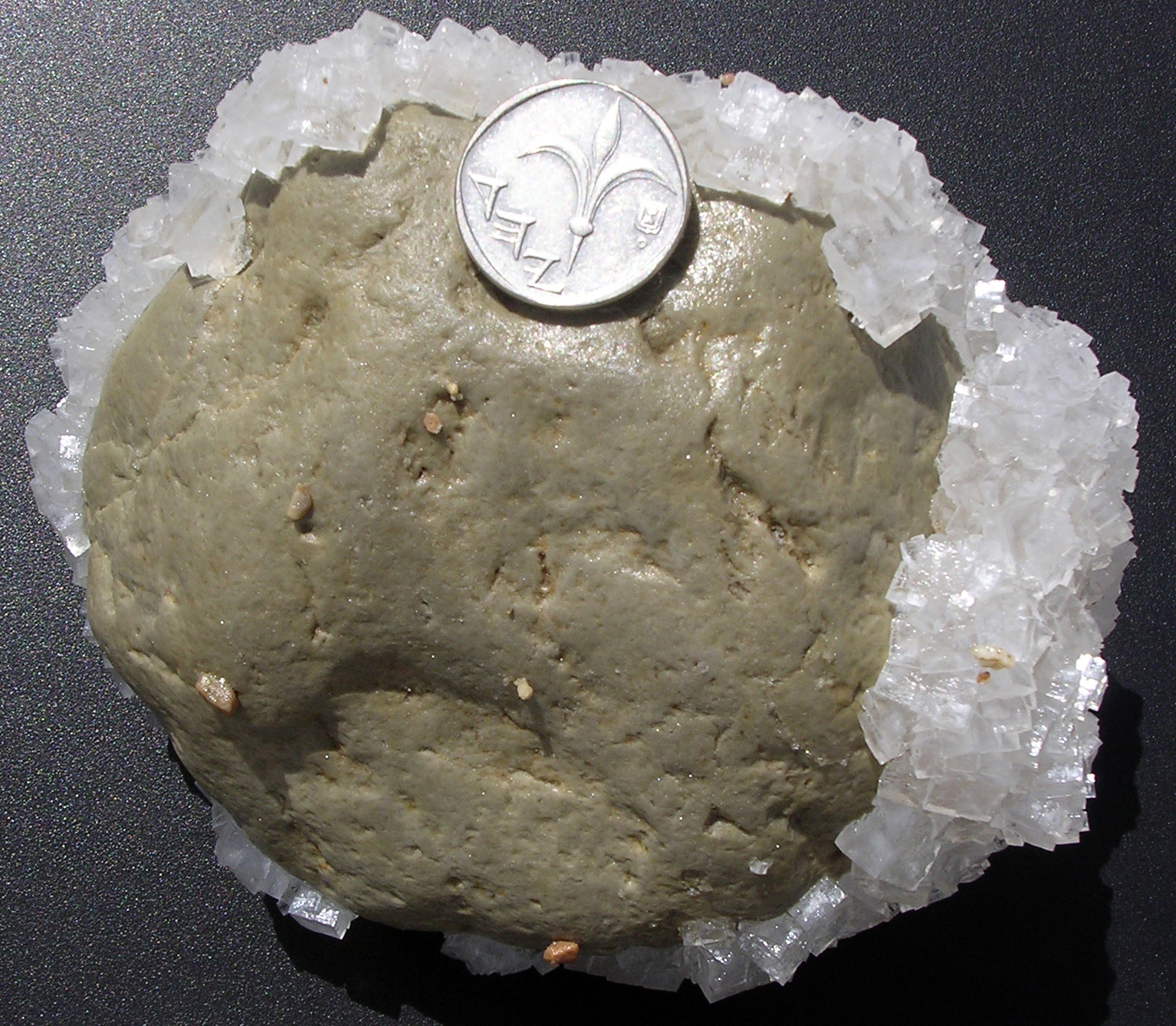
حصى مُغطاة بالهاليت تبخرت في البحر الميت.

المتبخرات  (أو رواسب التبخر ) هو معدن أو صخر يتكون بترسيب البلورات من الماء المتبخر. هناك نوعان من المتبخرات؛ البحرية التي تتشكل في المحيطات، وغير البحرية التي تتشكل في المسطحات المائية كالبحيرات. وتعتبر المتبخرات من الصخور الرسوبية التي تتشكل من الرواسب الكيميائية. تكونت المتبخرات في أحواض بحرية مغلقة نتيجة ارتفاع درجات الحرارة وزيادة تركيز ماء البحر أدى إلى ترسيب هذه الصخور والتي تكون ذات تركيز ملحي عالي. تتكون بعض المتبخرات بالقرب من الينابيع المحملة بالأيونات وتخرج على شكل محاليل مائية غير ثابتة.